# Vlastimil Košťál
Vlastimil Košťál (* 27. června 1957, Praha) je český podnikatel a bývalý fotbalový funkcionář.
V roce 2010 byl uváděn jako provozovatel penzionu v rakouských Alpách.

## Vzdělání a podnikání
V roce 1981 vystudoval obor chemie a technologie polymerů na VŠCHT v Praze a po ukončení svých studií se ve Výzkumném ústavu nátěrových hmot zabýval tiskovými barvami. V polovině 80. let vstoupil od KSČ a nastoupil do vydavatelství Rudé právo jako zásobovač. V roce 1990 stal jeho generálním ředitelem, přejmenoval je na Delta a převedl jeho majetek na stát. Od roku 1992 pracoval pro německý mediální koncern Verlagsgruppe Passau, který vydává regionální noviny Passauer Neue Presse, a vybudoval v České republice vydavatelství Vltava-Labe-Press.

## Fotbal

### Sparta Praha
V roce 1999 pro firmu Passauer Neue Presse koupil klub Sparta Praha a stal se prezidentem klubu. V roce 2004 byl klub prodán slovenské finanční skupině J&T a v březnu 2005 Košťál rezignoval na funkci prezidenta klubu. Jeho působení bylo opakované kritizováno, neboť fotbalový klub během pěti let vystřídal sedm trenérů, ale naproti tomu také třikrát vyhrál ligovou soutěž.

### Fotbalový svaz a reprezentace
V roce 2001 se stal manažerem české fotbalové reprezentace. V roce 2005 stal prvním místopředsedou Českomoravského fotbalového svazu (ČMFS).
Jeho působení v českém fotbale je spojováno s korupcí, ale on sám popírá, že by se s korupcí v českém fotbale někdy setkal.. Dne 31. prosince 2008 na své funkce rezignoval.